# Рвамагана
Рвамагана (руанда Rwamagana) — город в Руанде, административный центр Восточной провинции.

## История
Поселение было известно в эпоху бельгийского управления как католическая миссия.
В результате административной реформы 2006 года Рвамагана стала столицей новосозданной Восточной провинции.

## Географическое положение
Высота центра города составляет 1528 метров над уровнем моря.

## Население
Население города по данным переписи 2012 года составляло 18 009 человек.

## Персоналии
- Кизито Бахужимихиго — католический прелат, уроженец города.